# Палац Алворада

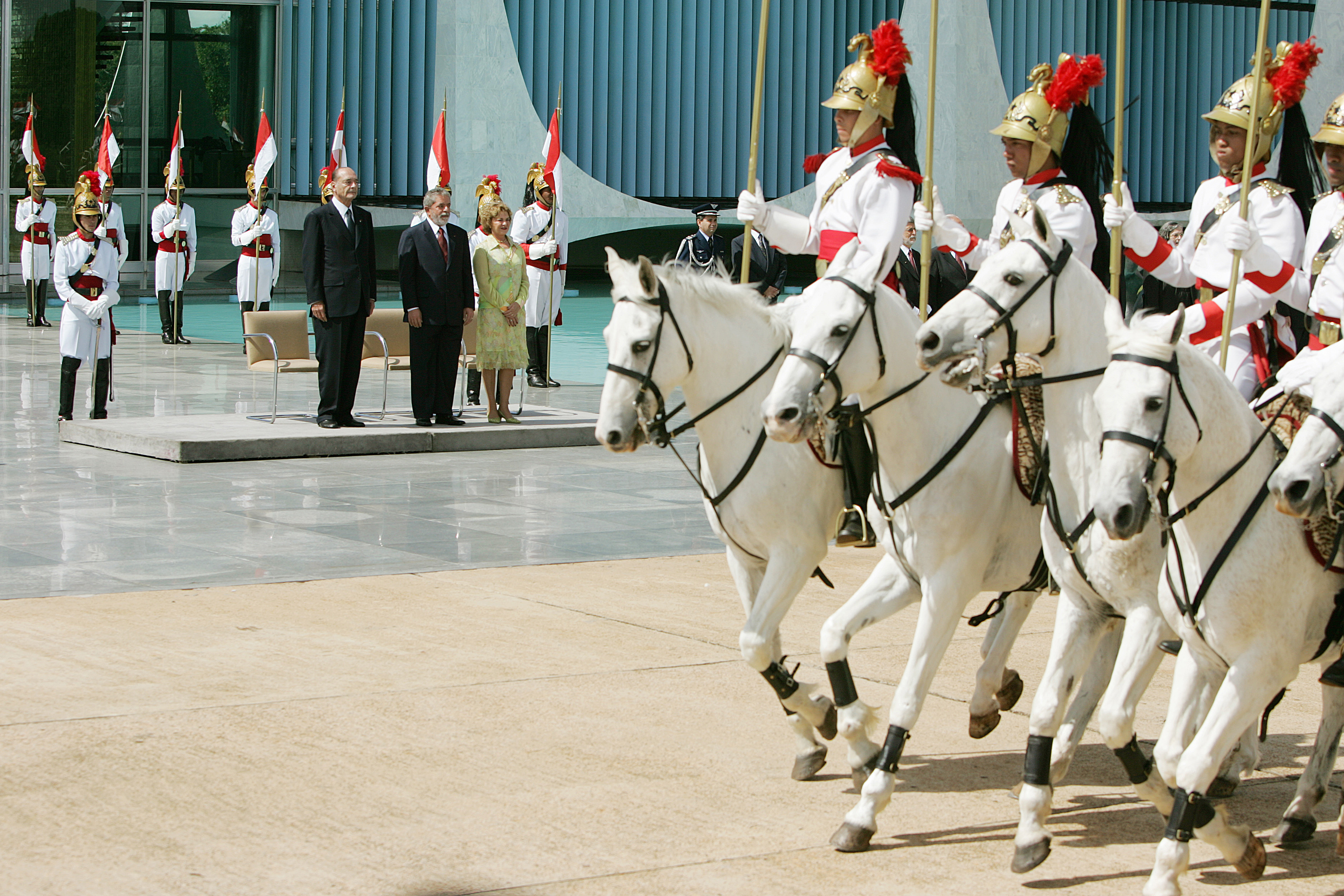
Палацова варта. Жак Ширак і Луїс-Інасіу Лула да Сілва

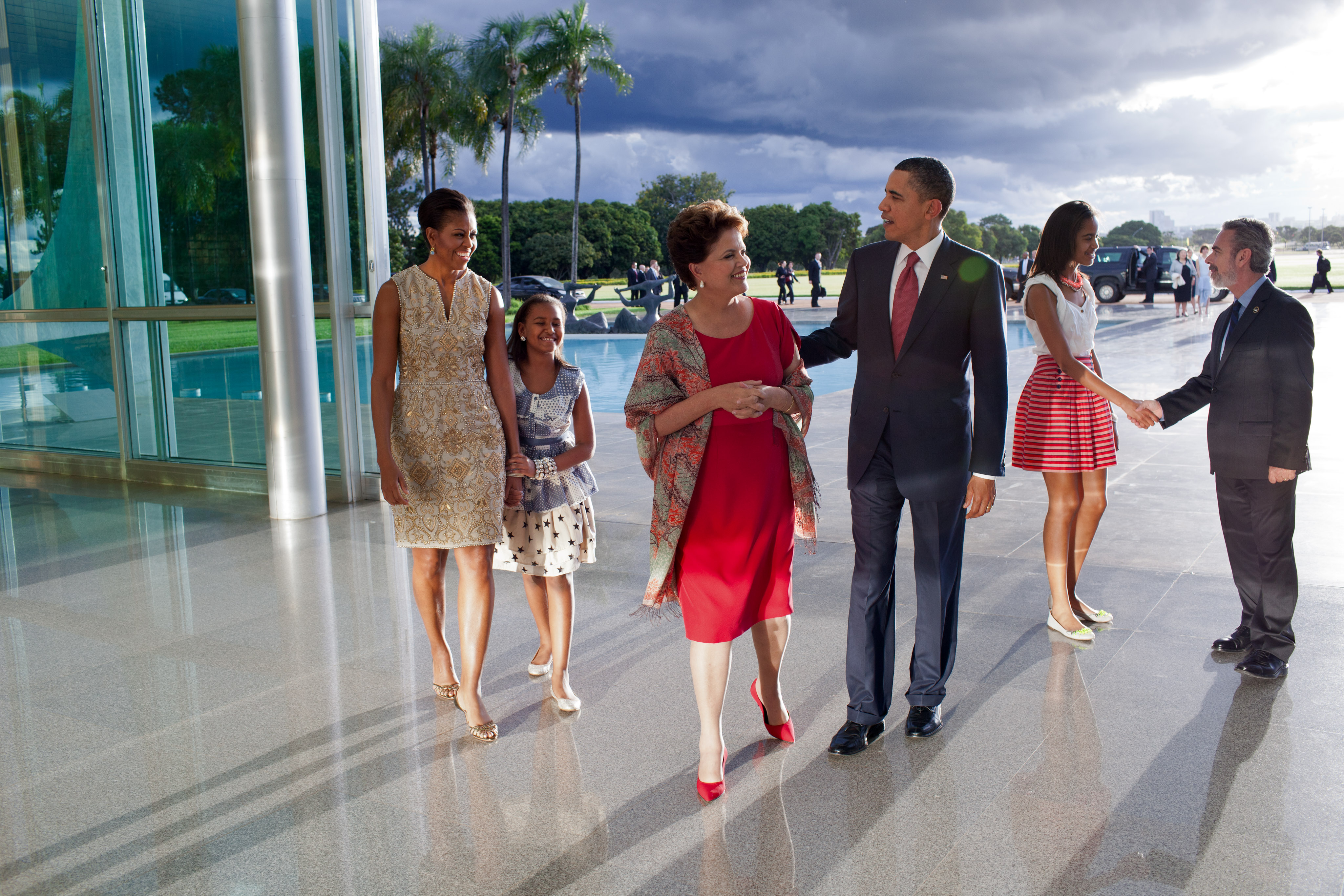
Ділма Русеф і родина Обама

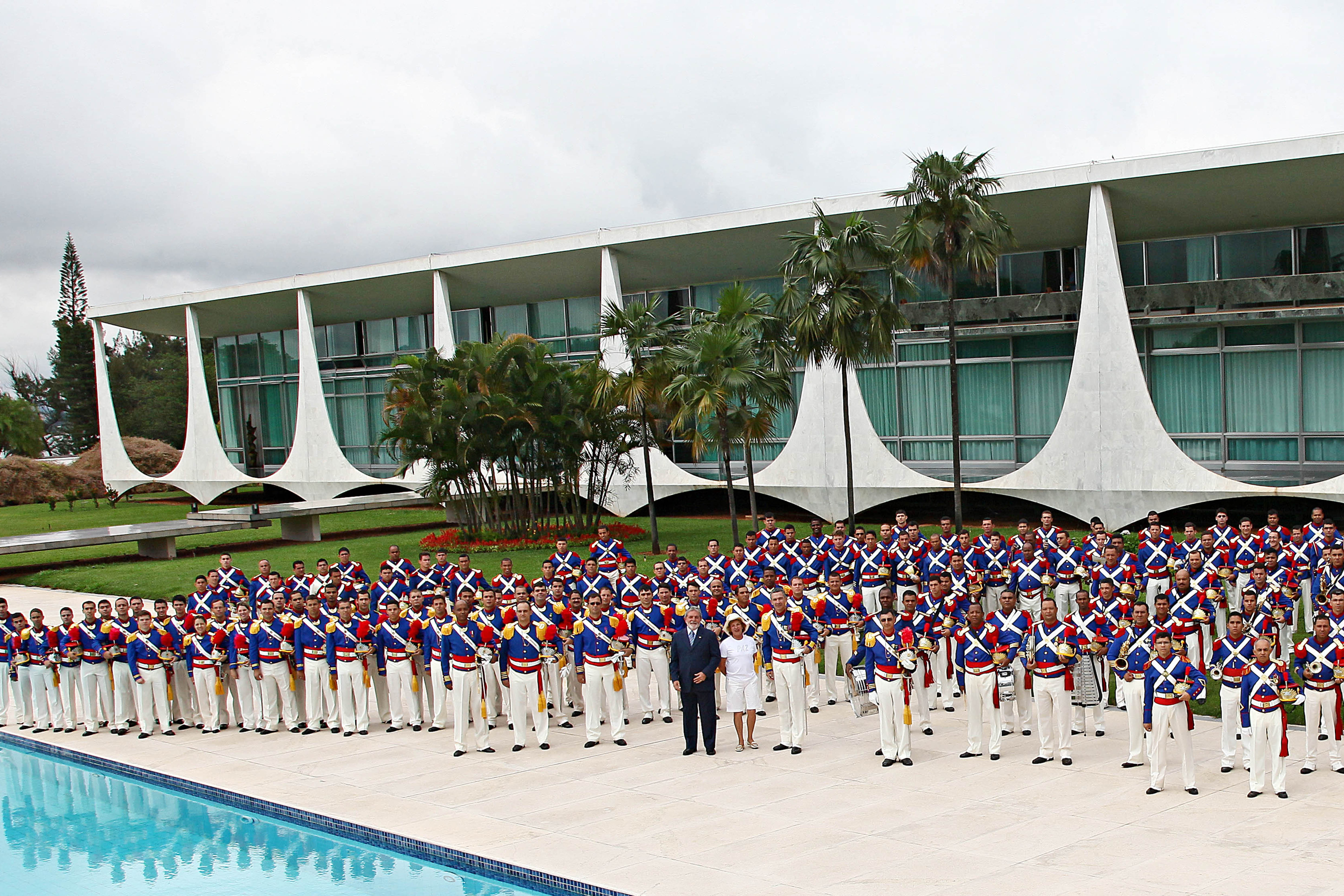
Лула да Сілва та Батальйон Президентської охорони

Палац Алворада  (порт. Palácio da Alvorada - «Палац Світанку») — офіційна резиденція  президента Бразилії.
Назва палацу походить від фрази президента Бразилії Жуселіну Кубічека, який здійснив перенесення столиці Бразилії: «Що є Бразиліа, якщо не світанок нового дня Бразилії?» (порт. Que é Brasília, senão a alvorada de um novo dia para o Brasil?)

## Історія
Палац побудований в 1958 за проектом Оскара Німейєра та став однією з перших будівель, побудованих в новій бразильській столиці. Будівля розташована на одному з півостровів на водосховищі Параноа. Має три поверхи загальною площею 7 000 м². На цокольному рівні розташовані конференц-зал, кухня, пральня, медичний центр, і адміністративний блок. На першому поверсі розташовані приміщення для офіційних прийомів. На другому поверсі знаходяться житлові приміщення: апартаменти президента й його сім'ї, два гостьових номери, а також інші приміщення особистого користування. Крім того в будівлі є басейн олімпійських розмірів, бібліотека, музична кімната та кілька обідніх залів.
У 2004 палац зазнав капітальної реставрації з заміною інженерних систем.
Обслуговуючий персонал будівлі налічує близько 70 осіб. Охорону Палацу здійснює Батальйон Президентської охорони.
На золотий стіні у фойє написані слова Жуселіну Кубичека:

З цього центрального плато, з цієї глухомані, яка незабаром перетвориться в мозковий центр прийняття високих національних рішень, я ще раз звертаю погляд у завтрашній день моєї країни і дивлюся на цей майбутній світанок з непохитною вірою і безмежною впевненістю в її великій долі!
Оригінальний текст (порт.)
Deste planalto central, desta solidão que em breve se transformará em cérebro das altas decisões nacionais, lanço os olhos mais uma vez sobre o amanhã do meu país e antevejo esta alvorada com fé inquebrantável e uma confiança sem limites no seu grande destino!

## Галерея

### Інтер'єр

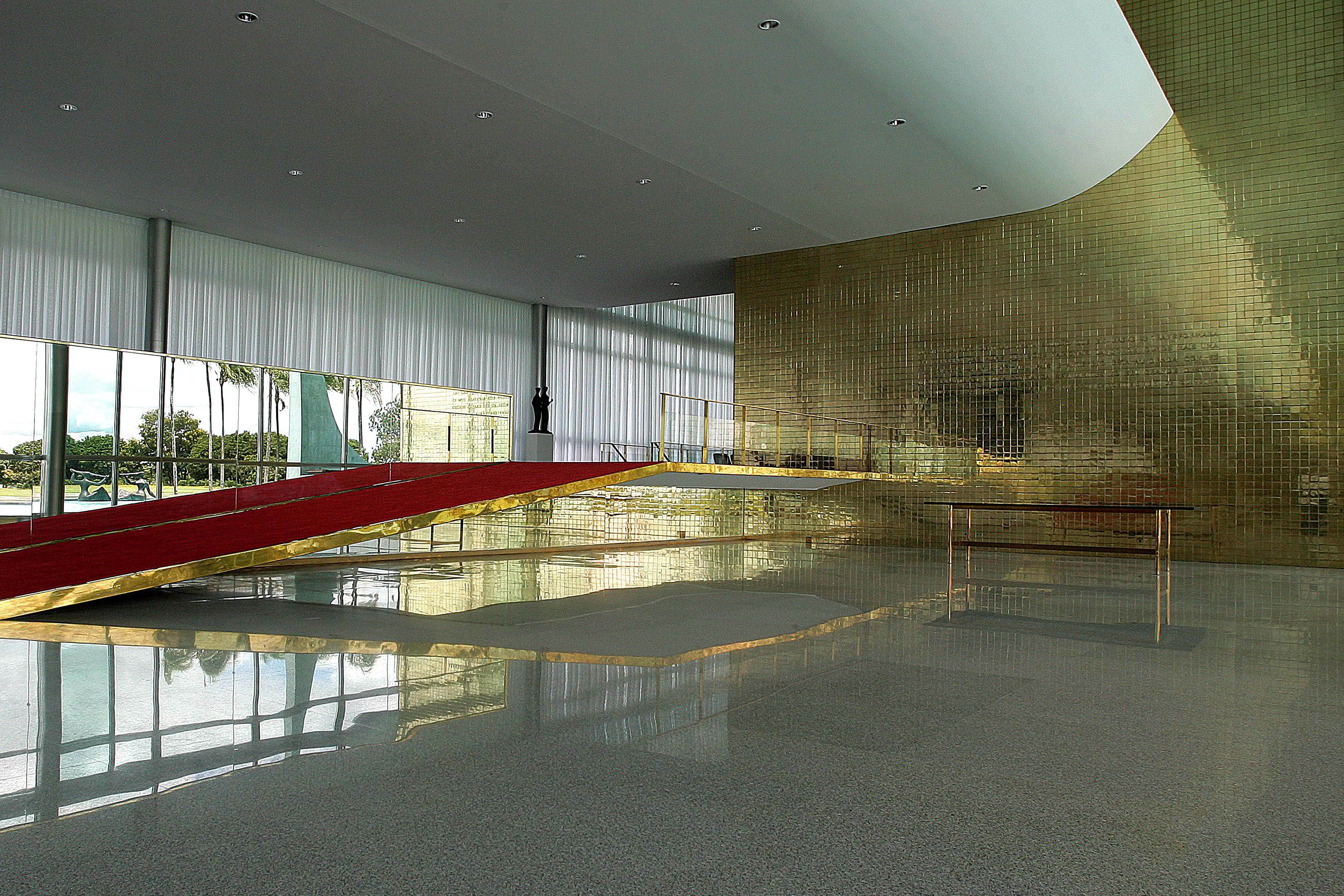
Фоє
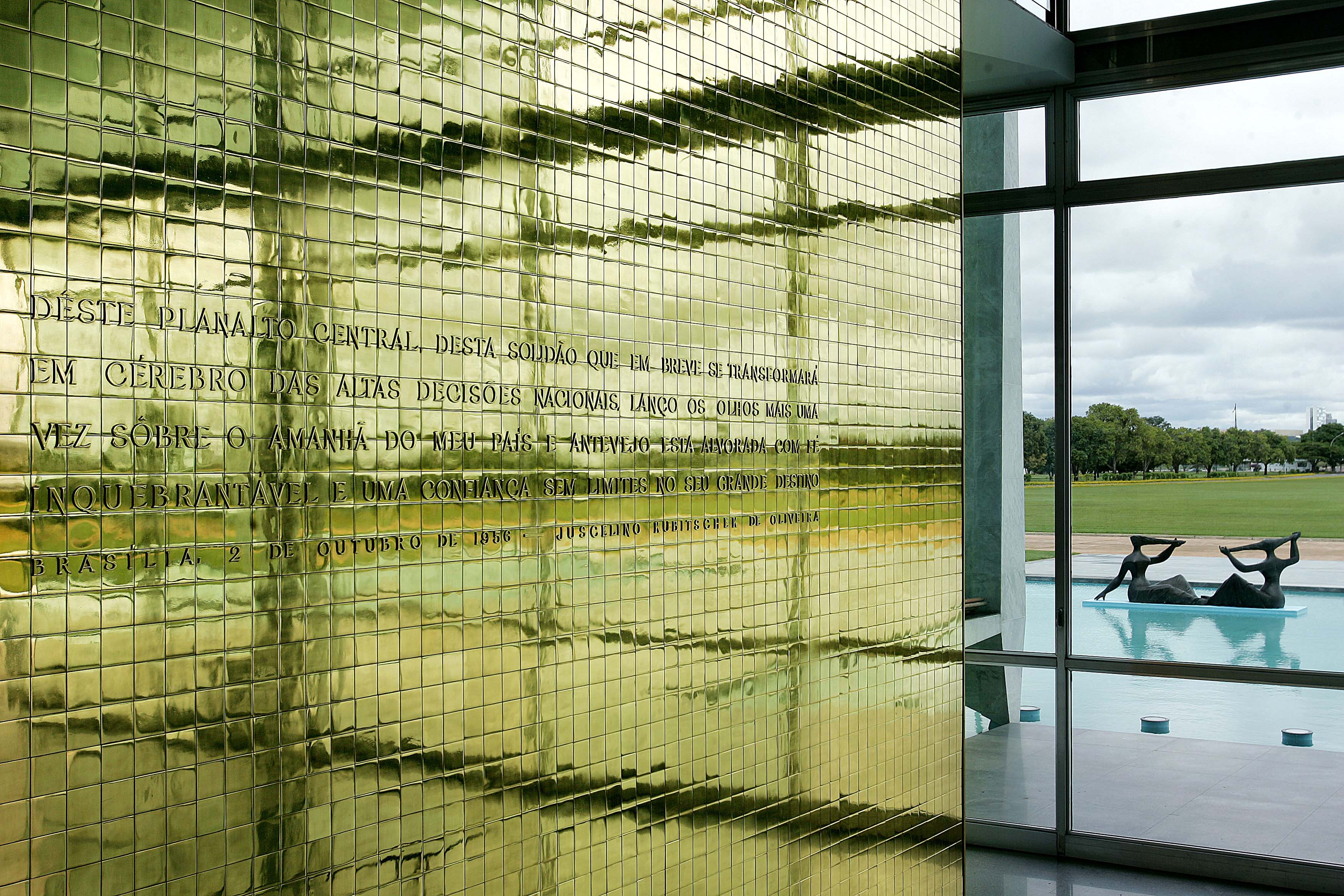
Золота стіна в фойє
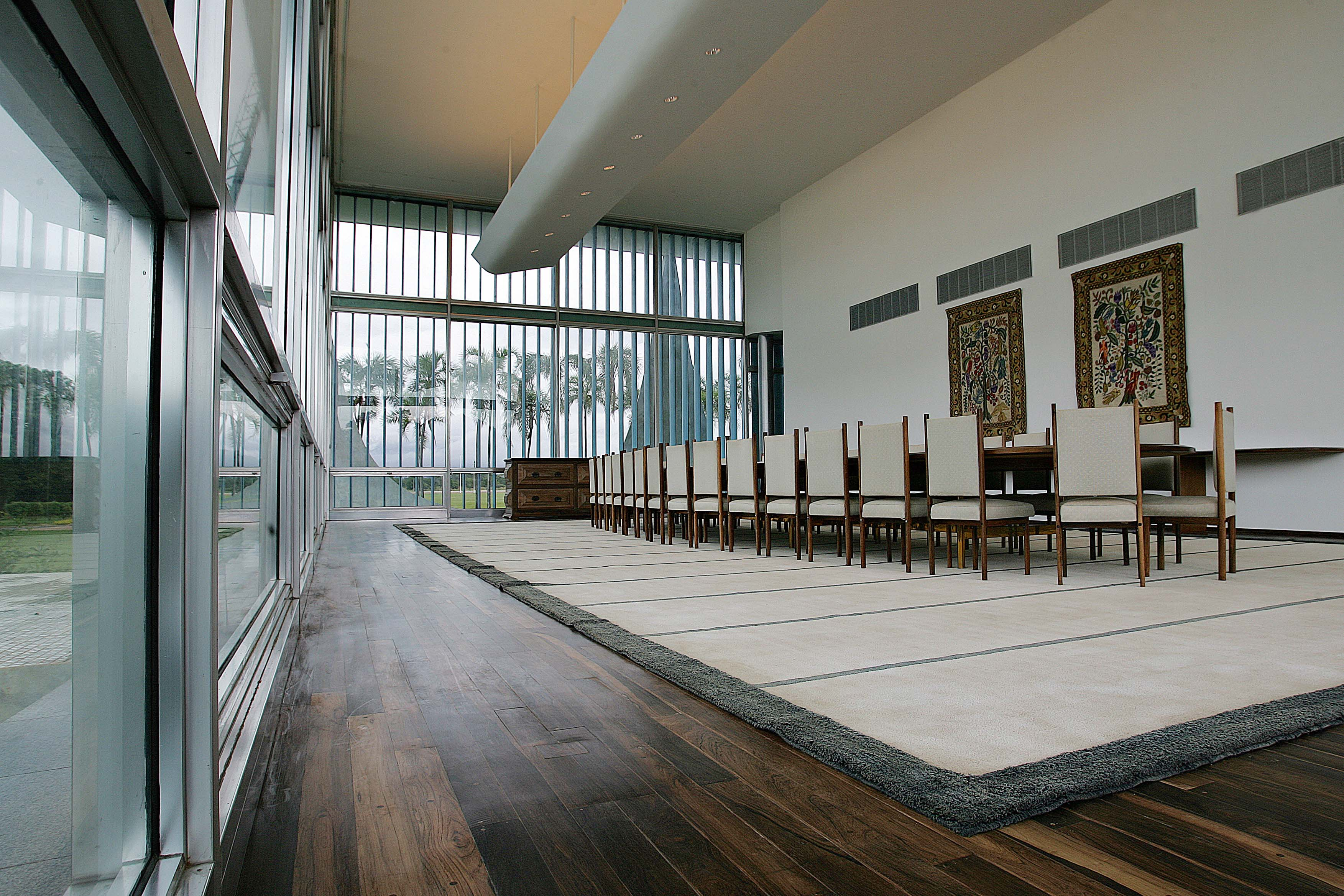
Бенкетна зала
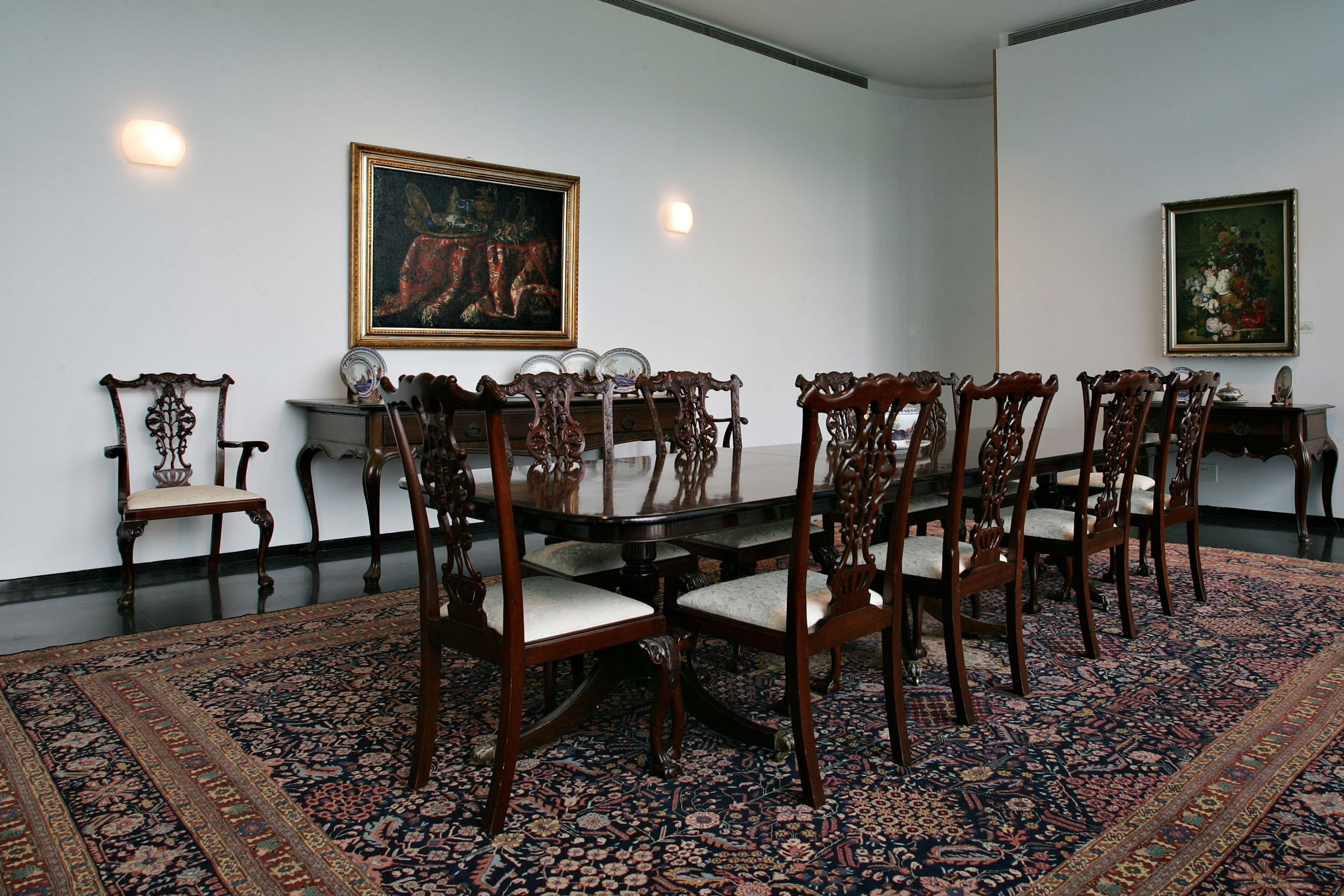
Обідня зала
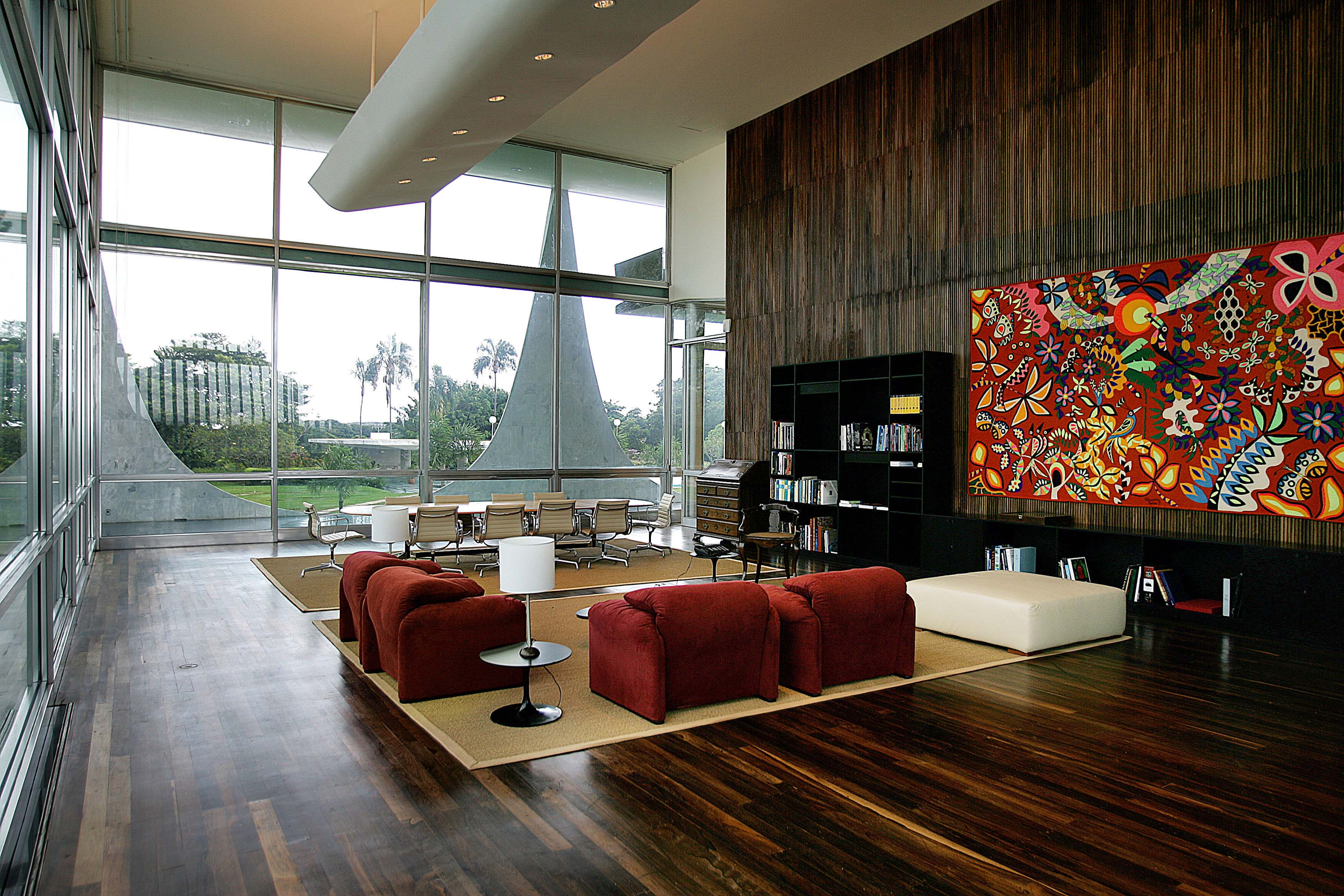
Зала прийомів
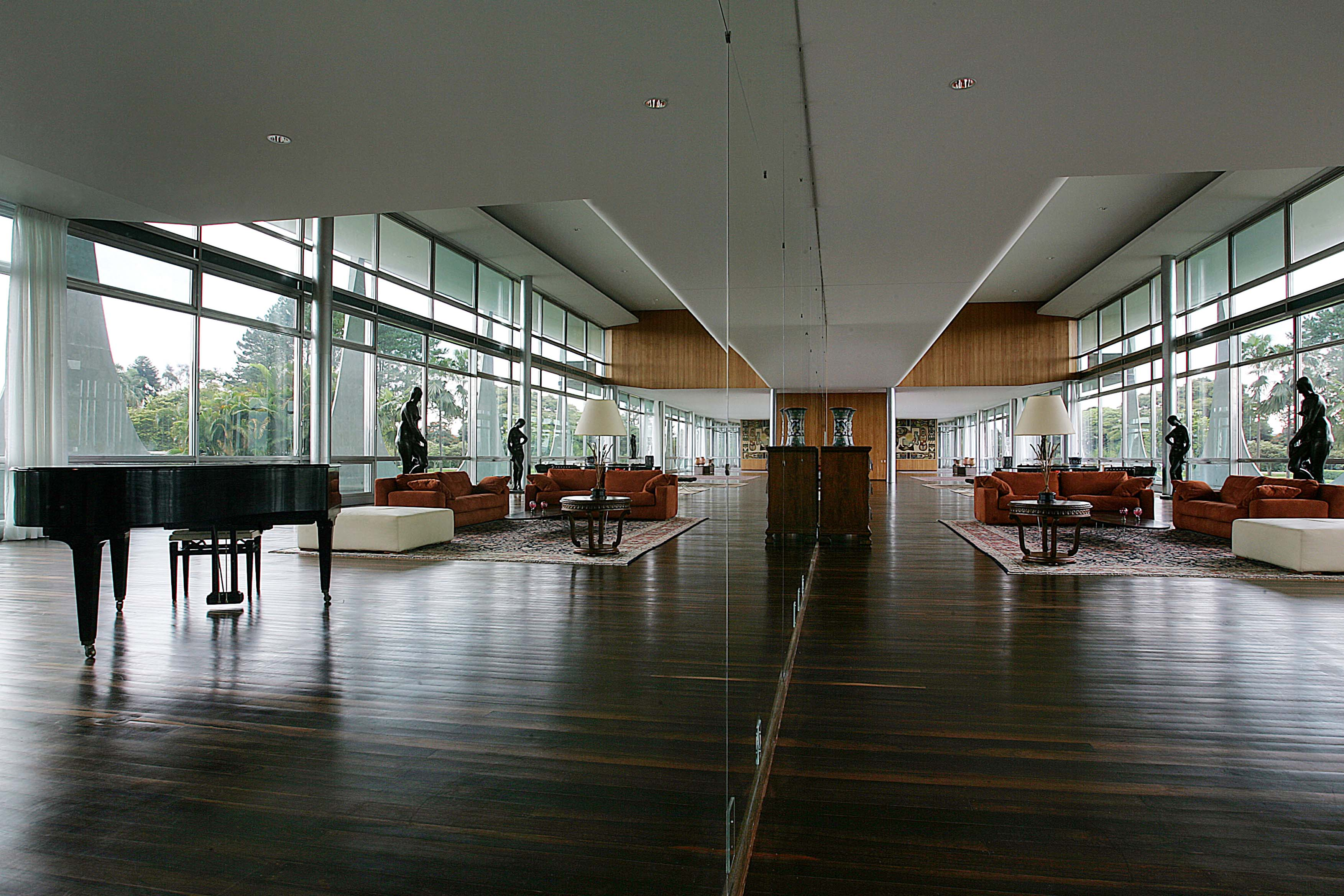
Музична кімната
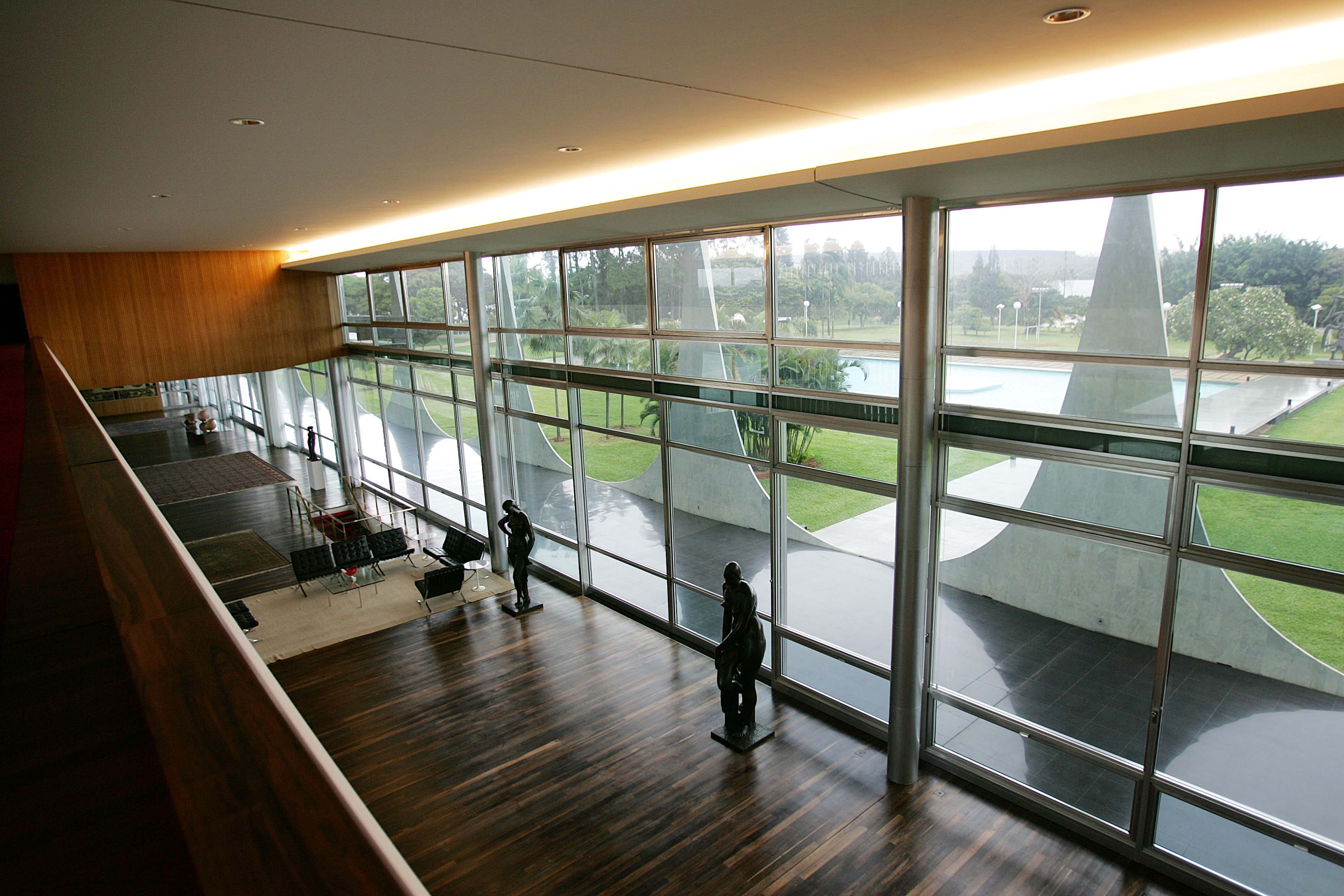
Мезонін

### Зовнішній вигляд

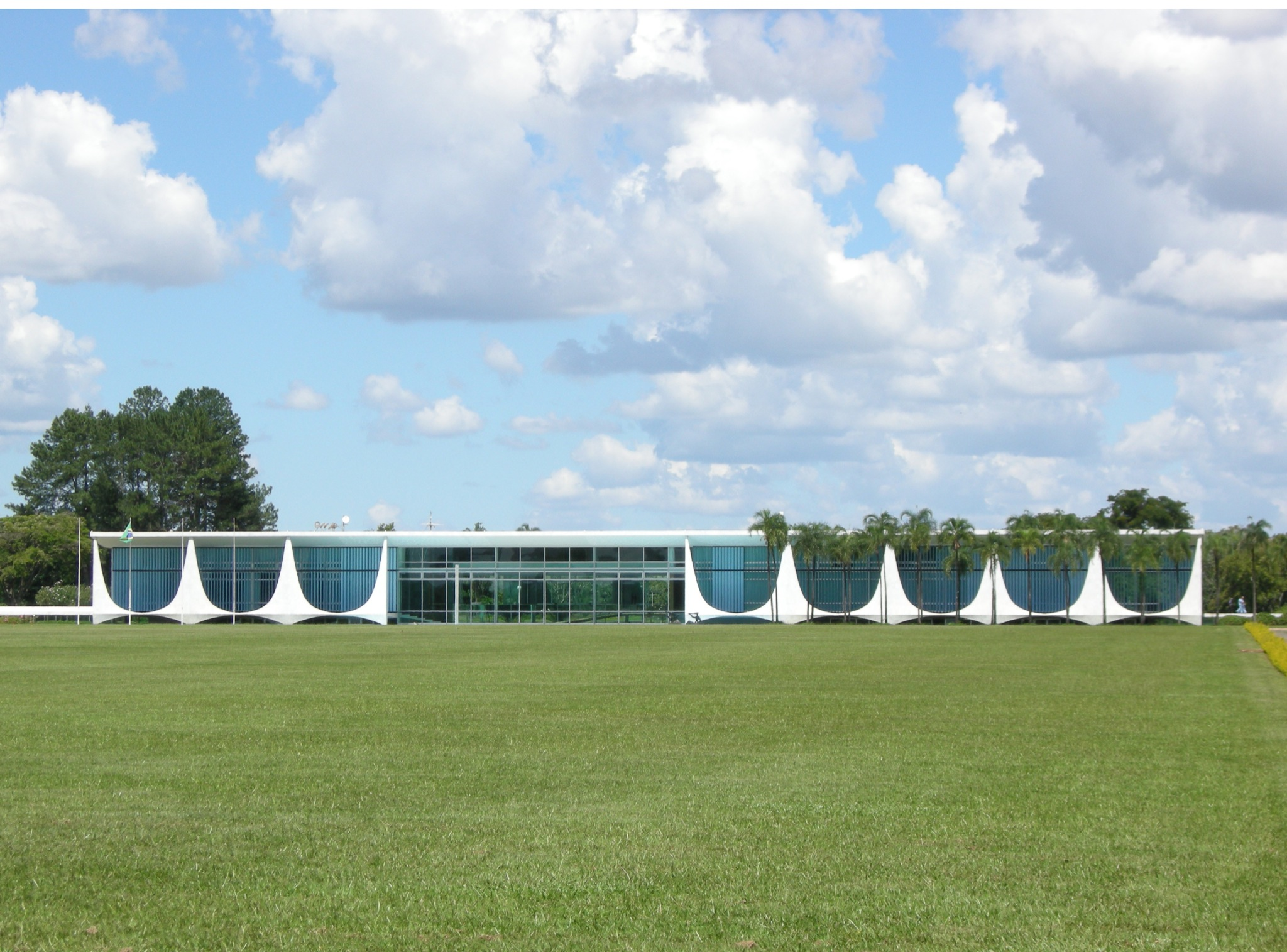
Головний фасад
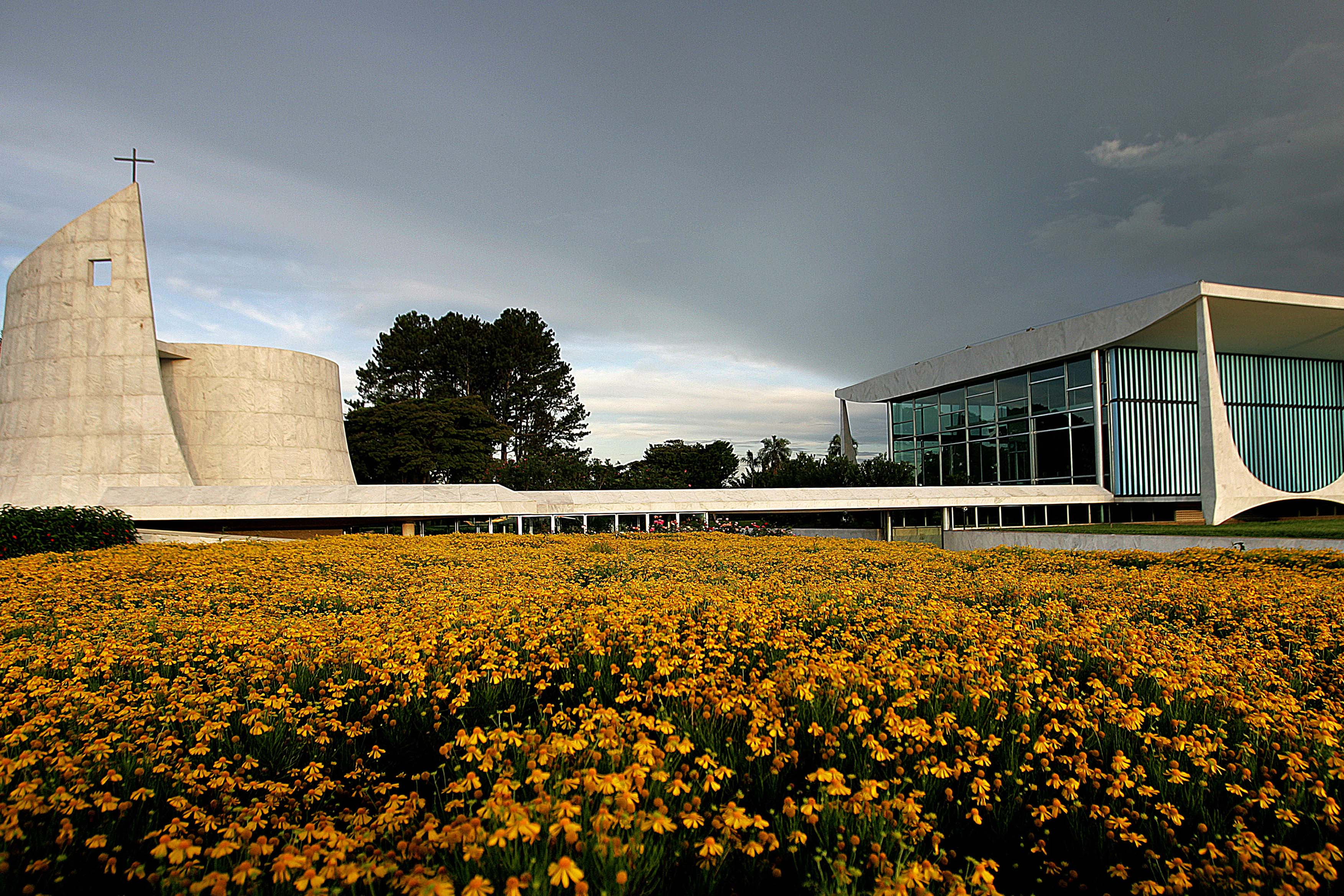
Каплиця та сад
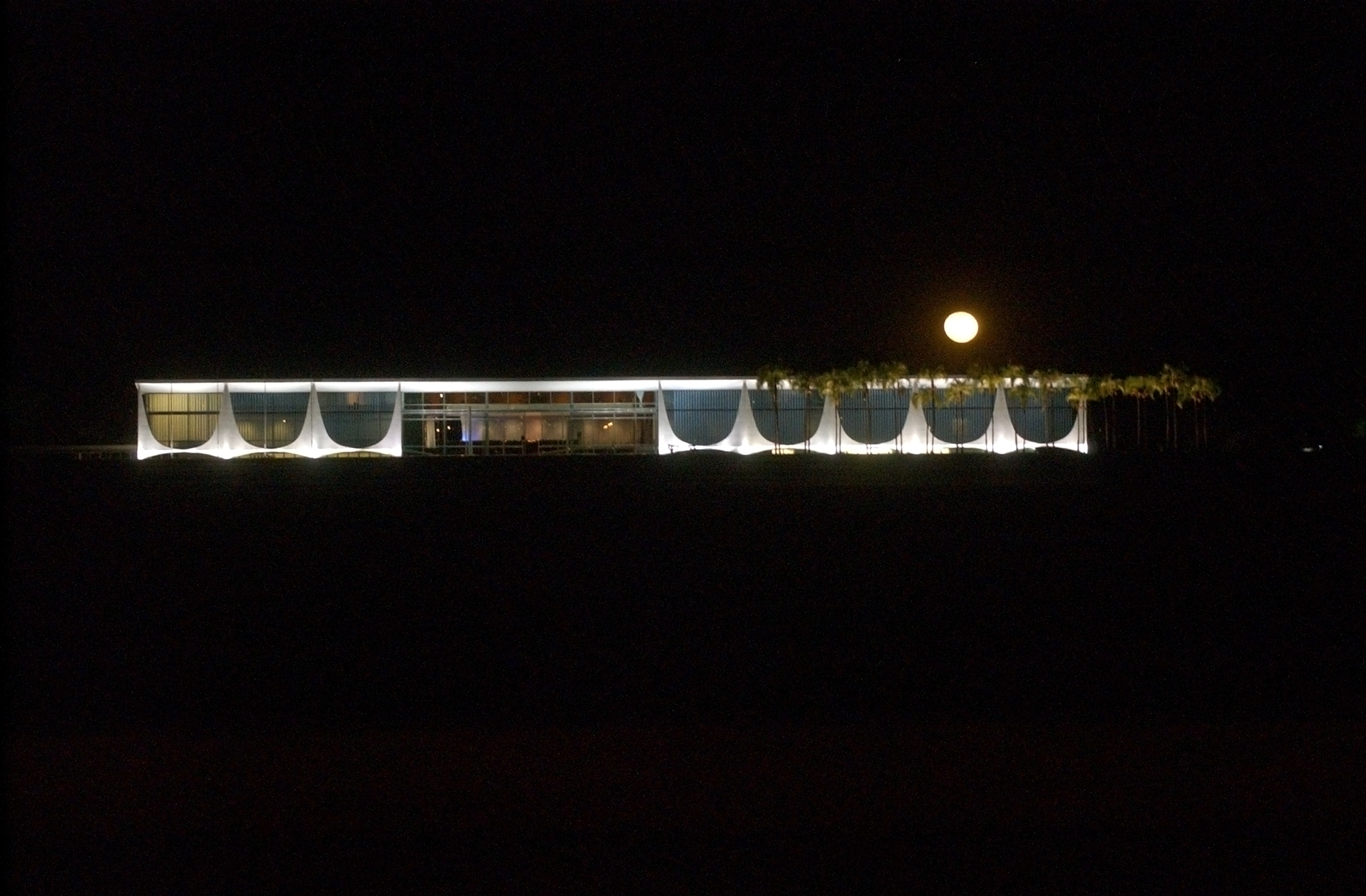
Нічний вид

## Див. Також
- Палац Планалту